# Norwegian Air Sweden
Norwegian Air Sweden AOC, eller Norwegian, är ett svenskt lågprisflygbolag och ett fullt integrerat dotterbolag till Norwegian Air Shuttle. Flygbolaget driver Boeing 737-800 och Boeing 737 MAX 8-flygplan baserat på Stockholm-Arlanda flygplats, med alla flygplan registrerade i Sverige.
 I november 2020 ställdes alla Norwegians flygningar till och från Arlanda in och anställda permitterades.
1 mars 2022 återanställdes kabinpersonal till basen på Stockholm-Arlanda.

## Flygplansflotta
| Flygplan         | Antal | Passagerare | Order | Anteckningar |
| ---------------- | ----- | ----------- | ----- | ------------ |
| Boeing 737 MAX 8 | 11    | 189         | 15    |              |

| Flygplan       | Antal | Passagerare | Order | Anteckningar |
| -------------- | ----- | ----------- | ----- | ------------ |
| Boeing 737-800 | 37    | 186/189     |       |              |

| Flygplan     | Antal | Passagerare | Order | Anteckningar |
| ------------ | ----- | ----------- | ----- | ------------ |
| Boeing 787-9 | 0     | 344         | 0     |              |